# Marie Louis Willem Schoch

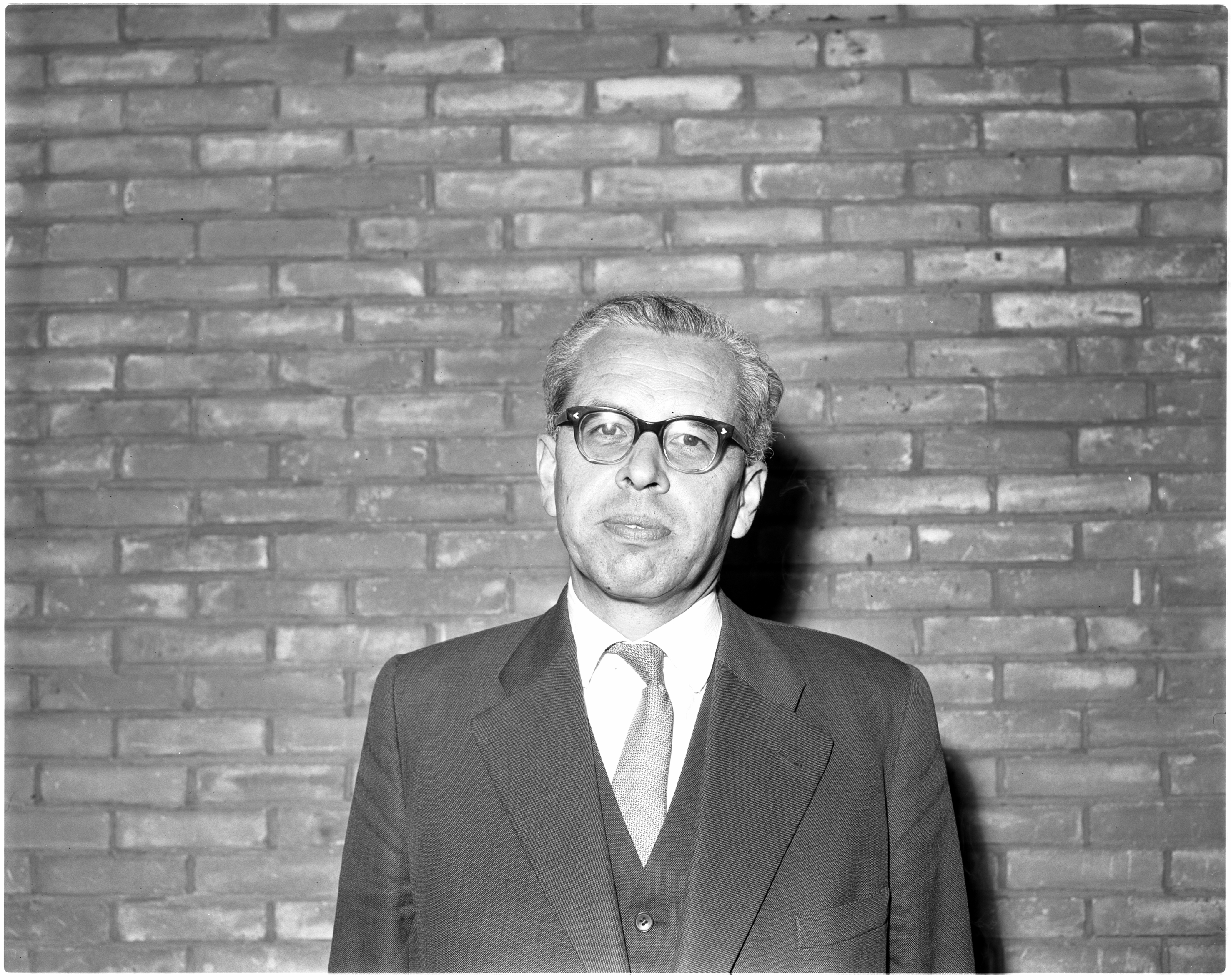
Ds. M.L.W. Schoch, 1960

Marie Louis Willem Schoch (Tomohon (Nederlands-Indië, tegenwoordig Indonesië), 13 augustus 1911 - Doorn, 27 juli 2008) was een Nederlandse (jeugd)predikant van de Nederlandse Hervormde Kerk en omroepvoorzitter van onder meer de IKON.

## Levensloop
Schoch werd geboren in het toenmalige Nederlands-Indië, alwaar zijn vader destijds als zendingspredikant werkzaam was. Hij trad in de voetsporen van zijn vader door een studie theologie aan de Rijksuniversiteit Utrecht aan te vangen. Nadat hij deze met goed gevolg had doorlopen, werd hij in 1941, tijdens de Tweede Wereldoorlog, beroepen te Veere in Zeeland, zijn eerste standplaats. Na in 1944 het predikantschap van de kerkelijke gemeente van het dichtbijgelegen Vlissingen op zich te hebben genomen, werd hij in 1947 jeugdpredikant in Rotterdam. In deze hoedanigheid verwierf hij grote bekendheid in de Zuid-Hollandse havenstad maar ook daarbuiten. Afgewisseld door andere predikanten, hield hij er een keer per maand een goed bezochte jeugddienst in de Prinsekerk. Op andere zondagen preekte hij voor jongeren in de Blauwe- en later ook de Flevozaal van het Rotterdamse Beursgebouw; af en toe werden deze bijeenkomsten, waaraan ook andere predikanten deelnamen, door de IKOR op de radio uitgezonden.
Pas na veertien jaar, in 1961, verruilde hij Rotterdam voor een andere plaats, namelijk Heemstede, gevolgd door de Haagse Kloosterkerk in 1968, waaraan hij tot aan zijn emeritaat in 1976 verbonden zou blijven. Hierna trad hij als emerituspredikant nog vijf jaar als bijstand in het pastoraat in Arnhem op.
Behalve als predikant was Schoch ook in allerlei bestuurlijke functies actief. Zo was hij van 1971 tot 1975 voorzitter van het IKOR en vervolgens van 1976 tot 1983 voorzitter van de IKON, de opvolger van het IKOR. Verder was hij voorzitter van de zendingsschool Westhill, lid van het moderamen van het Nederlands Bijbelgenootschap, lid van het bestuur van het blindeninstituut Sonneheerdt in Ermelo (tegenwoordig Bartiméus geheten) en voorzitter van de federatie van ouderenbonden in Arnhem.
Marie Louis Willem Schoch was Officier in de Orde van Oranje-Nassau. Hij overleed op 96-jarige leeftijd in zijn woonplaats Doorn, alwaar hij ook is begraven.

## Trivia
- Zijn oudste zoon, S.L. Schoch, is ook predikant.

## Werken
Diverse van zijn preken zijn in bundels uitgegeven:
- Voorsorteren: toespraken voor jonge mensen gehouden in de Flevozaal te Rotterdam, 1957, Ten Have - Amsterdam
- Even parkeren: toespraken voor jonge mensen gehouden in de Flevozaal te Rotterdam, 1959, Ten Have - Amsterdam
- Vernieling en vernieuwing: toespraken voor jonge mensen, 1959, Ten Have - Amsterdam

- International Standard Name Identifier: 0000 0003 8810 5327
- Nederlandse Thesaurus van Auteursnamen: 074840541
- Virtual International Authority File: 281207516
- WorldCat: E39PBJdcDkG96FTJXRj3krFMyd

Marie Louis Willem Schoch (1976-1983) · Lo de Ruiter (1984-1988) · Sijbolt Noorda (1988-1996) · Sytze Faber (1996-2000) · Goos Minderman (wnd, 2000-2001) · Helmer Koetje (2001-2010) · Otto Scholten (wnd, 2010-2016)